# Louis Muhlen-Schulte
Louis Muhlen-Schulte (* 12. März 1998) ist ein australischer Skirennläufer und ehemaliger Freestyle-Skier. Er startet als alpiner Skirennläufer hauptsächlich in den technischen Disziplinen Riesenslalom und Slalom, vereinzelt aber auch bei Abfahrts-, Super-G- und Alpinen Kombinationsrennen.

## Karriere
Muhlen-Schulte stammt aus Harrietville, Victoria und gehört seit 2015 dem australischen Skinationalteam an.
Erste internationale Erfolge feierte er jedoch nicht als Alpiner, sondern Freestyle Skirennläufer, als er bei den Olympischen Jugend-Winterspielen 2016 in die Bronzemedaille im Skicross gewann. Er trat bei den Spielen auch bei den Alpinbewerben an, konnte dort jedoch nur Platz 17 in der Alpinen Kombination als bestes Ergebnis vorweisen.
Trotz dieses Erfolges startet Muhlen-Schulten nach den Spielen ausschließlich noch bei alpinen Skirennen.
2019 erreichte er erstmals die vorderen Ränge bei einer alpinen Großveranstaltung. Bei den Juniorenweltmeisterschaften im italienischen Val di Fassa klassierte er sich auf Rang 5 in der Alpinen Kombination, nur 39 Hundertstelsekunden hinter dem drittplatzierten Lucas Braathen. In der darauffolgenden Saison gab Louis Muhlen-Schulten sein Weltcupdebüt. Beim Slalom von Levi schied er jedoch schon im ersten Durchgang aus.
2022 nahm Muhlen-Schulte erstmals an Olympischen Winterspielen teil. Bei den Wettkämpfen in Peking erreichte er den 23. Platz im Riesenslalom, im Slalom schied er aus.
Seine ersten Weltcuppunkte gewann Muhlen-Schulte am 1. März 2024 in Aspen.

## Privates
Von 2018 bis 2021 studierte Muhlen-Schulte Betriebswirtschaftslehre an der Montana State University. Er lebt in South Yarra.

## Erfolge

### Ski Alpin

#### Olympische Winterspiele
- Peking 2022: 23. Riesenslalom, DNF Slalom

#### Weltmeisterschaften
- Courchevel/Méribel 2023: DNF Riesenslalom, DNF Slalom
- Saalbach-Hinterglemm 2025: 31. Riesenslalom, DNF Slalom

#### Weltcup
- Eine Platzierung unter den besten 30

#### Olympische Jugend-Winterspiele
- Lillehammer 2016: 17. Alpine Kombination, 29. Super- G, DNF Riesenslalom, DNF Slalom

#### Juniorenweltmeisterschaften
- Åre 2017: 25. Abfahrt, 27. Riesenslalom, DNF Super-G, DNF Slalom, DNF Alpine Kombination
- Davos 2018: 26. Riesenslalom, 28. Abfahrt, DNF Super-G, DNF Slalom, DNF Alpine Kombination
- Val di Fassa 2019: 5. Alpine Kombination, 21. Super-G, DNF Riesenslalom, DNF Slalom

#### Australian New Zealand Cup
- 6 Platzierungen unter den besten 10, davon 2 Podestplätze
- Saison 2022: 6. Slalomwertung, 8. Riesenslalomwertung, 12. Gesamtwertung
- Saison 2023: 3. Riesenslalomwertung, 8. Gesamtwertung

#### Europacup
- 5 Platzierungen unter den besten 30

#### Nor-Am Cup
- 7 Platzierungen unter den besten 10, davon 1 Podestplatz
- Saison 2019/20: 7. Alpine Kombinationswertung

#### South American Cup
- 1 Platzierung unter den besten 10

### Ski Cross

#### Olympische Jugend-Winterspiele
- Lillehammer 2016: 2. Skicross

#### Australian New Zealand Cup
- 1 Platzierung unter den besten 10